# Hauke (ród)

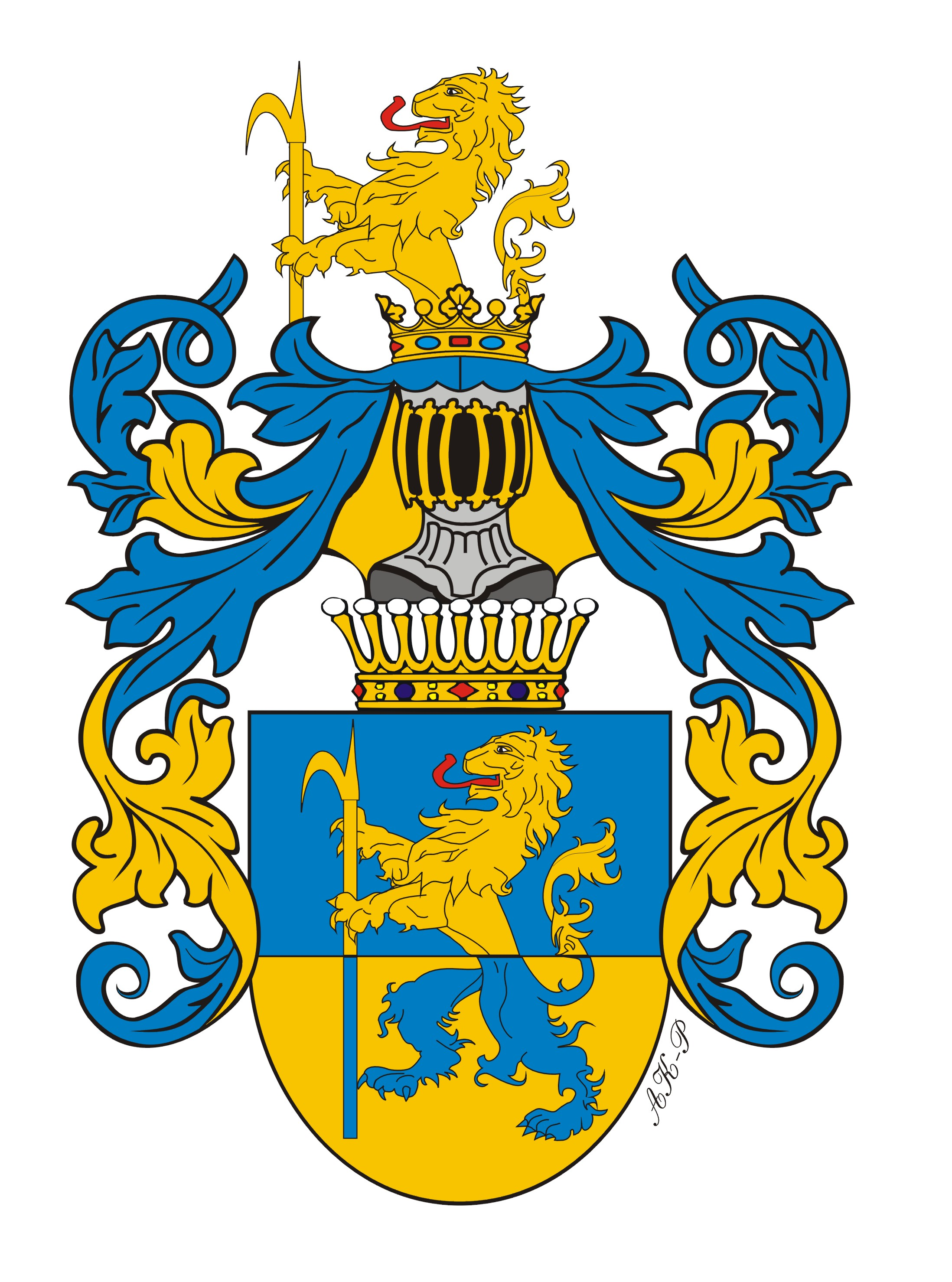
Odmiana hrabiowska herbu Hauke-Bosak

Haukowie herbu Bosak – znany od 1670 niemiecki ród mieszczański, później polski i rosyjski ród szlachecki Hauke oraz Hauke-Bosak, którego potomkowie odegrali dużą rolę w XIX wieku. Pierwotne nazwisko: Hauck.

## Zarys historii
W chwili gdy Haukowie doszli do znaczenia w pierwszej połowie XIX wieku, usłużni genealodzy wynaleźli im szlacheckich przodków z Niderlandów o nazwisku van der Haacken, z herbem ukazującym trzy czarne ostrza bosaków w złotym polu. W istocie herbarz Rietstapa zawiera wzmiankę o rodzie van der Haack z takim herbem, ale ci Haackowie nie mieli prawdopodobnie żadnych powiązań z niemiecko-polskimi Haukami. Pierwotne nazwisko Hauków "Hauck" jest  fryzyjską formą dialektalną imienia "Hugo" i nic nie ma wspólnego z Niderlandami.

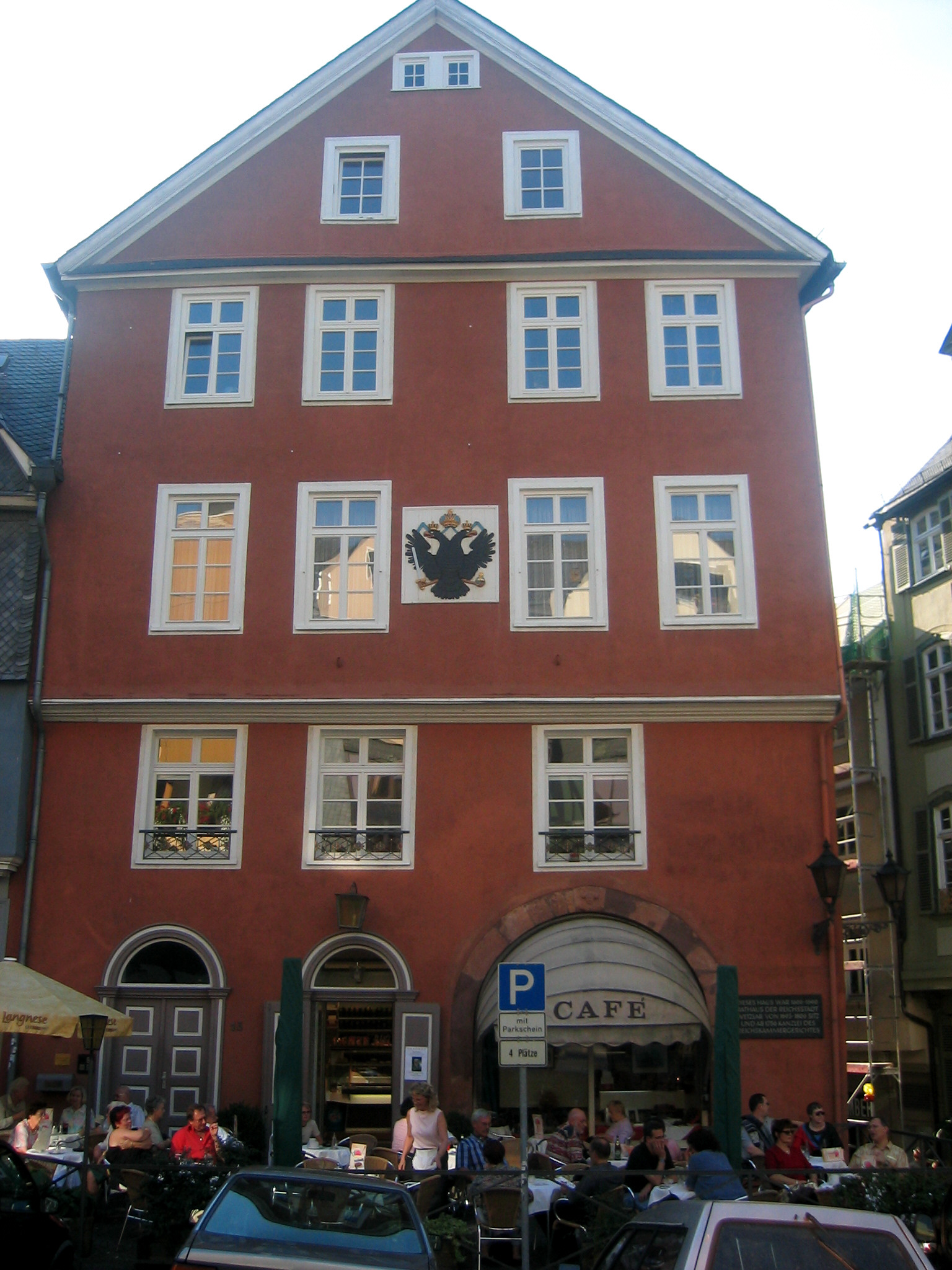
Budynek Sądu Rzeszy w Wetzlar, fot. z 2003

Pierwszym znanym przodkiem Hauków był zmarły w lutym 1722 w Wetzlar i tam pochowany Johann Gaspar Hauck, który był woźnym w Sądzie Kameralnym Świętego Cesarstwa. Żonaty z Anną Barbarą nieznanego nazwiska panieńskiego, która zmarła w Wetzlar w miesiąc po mężu, miał z nią dziesięcioro dzieci (Haukowie dawniejszych pokoleń zawsze odznaczali się wyjątkową płodnością i niewielką śmiertelnością wśród dzieci), spośród których wyróżnili się dwaj synowie, Johann Valentin (1698-1722), jak ojciec woźny Sądu Rzeszy, i Ignatz Marianus Hauck (ur. Wetzlar 1705, zm. 1784, Moguncja), protoplasta dzisiejszych Hauków, sekretarz rządu kurfirsta w Moguncji.  Spośród jego dziewięciorga dzieci z Marią Franciszką Riedesel (1718-1785, spokrewnioną ze znaną hrabiną von Reden z domu Riedesel zu Eisenbach), nieślubną (potem uznaną) córką barona Jerzego Riedesel zu Eisenbach z prastarej heskiej szlachty, wyróżnili się szczególnie synowie:  najstarszy Johann Friedrich Michael (ur. Moguncja 1737, zm. Warszawa 1810), lepiej znany jako Fryderyk Karol Hauke, jak się pisał od 1782, profesor Liceum Warszawskiego, Petrus Anton (1742-1780), kanonik katedry w Moguncji i Augustus Johannes Nepomuc (ur. 1748, Moguncja, zm. 1822, Aschaffenburg), jak ojciec, sekretarz rządu księcia elektora mogunckiego.
W roku 1826 trzej synowie Johanna Friedricha Michaela Haucka, teraz zwanego Fryderykiem Karolem Emanuelem Hauke, Maurycy, Ludwik i Józef, uzyskali dziedziczne szlachectwo Królestwa Polskiego. W zamieszczonym w oficjalnym Dzienniku Urzędowym Królestwa akcie nadania pisano: 
Z Bożéy Łaski My Mikołay I Cesarz Wszech Rossyi, Król Polski etc.etc.etc... chcąc uznać znamienite zasługi iakie położył dla kraiu Generał Dywizyi Maurycy Hauke Radca Stanu zastępujący Ministra Woyny, oraz zasługi dwóch braci iego, Ludwika Referendarza Stanu Nadzwyczaynego i Józefa Podpółkownika  w Sztabie Głównym, w części Kwatermistrza Generalnego, Postanowiliśmy udzielić i nadać... dla nich i ich potomków prawych i w prostéy linii tytuł i prawa Szlachciców Polskich. Udzielamy prócz tego JJPP. Maurycemu, Ludwikowi i Józefowi Hauke i ich potomkom wyż wyrażonym herb Bosak.
W roku 1829 Maurycy, a w 1830 Józef otrzymali dziedziczne tytuły hrabiowskie Imperium Rosyjskiego. Linia Ludwika  wymieniona z tytułem austriackim w dokumentach w istocie nigdy takiego nie otrzymała. Jej potomkami byli generał Aleksander Jan Hauke (1814-1868) i zapisany w spisie abonentów m.st. Warszawy z roku 1939 Alexander Hauke (ur. Piotrków Trybunalski 1880, zm. 1949 Kraków), praprawnuk Ludwika, używający tytułu na zasadzie "kopertowej" i nazwiska Hauke-Bosak.
Obecni Haukowie linii po mieczu to potomkowie Ludwika i powyższego Alexandra. Pochodzą także od Maurycego poprzez jego córkę Zofię Salomeę, (ur. 1816 Warszawa, zm. 1861 Drezno), która wyszła za syna Ludwika, gen. Aleksandra Jana Haukego. 
Synowie zmarłego w 1949 Alexandra, architekt Zygmunt Maria Stanisław Kostka (ur. 1916 w Suchopalcewie k. Pskowa, żyje w 2009) i Maurycy Marian Ignacy (ur. 1911, Ryga, zm. 1970, Sztokholm), uzyskawszy pomoc krewnej, królowej Szwecji Luizy z Mountbattenów, wyjechali w latach 60. XX wieku wraz z rodzinami do Szwecji, tak że obecni Haukowie mieszkają głównie  w tym kraju. Piszą się "de Hauke". Z męskich potomków rodu pozostało już tylko czterech: wnuk gen. Aleksandra Jana Haukego, Kornel (ur. ok. 1936), obecnie Ojciec Aleksander, przeor Dominikanów w Poznaniu, Zygmunt Maria, ur. w 1916 r., jego syn  Aleksander Maurycy Władysław Józef (ur. 1942) i syn tegoż Henrik Alexander Sigismund John, ostatni potomek rodu w linii męskiej, ur. w 1978 w Sztokholmie i tam zamieszkały, jak dotychczas nieżonaty i bezdzietny.

### Członkowie i potomkowie rodu
- Fryderyk Karol Hauke, profesor Liceum Warszawskiego
- Franciszek Leopold Lafontaine, lekarz
- Robert Watson-Priestfield-Aithernay, działacz kalwinistyczny
- Maurycy Hauke, generał
- Józef Hauke, generał
- Ludwik August Hauke, dyrektor górnictwa
- Józef Hurtig, generał
- Julia von Battenberg, księżna
- Maurycy Napoleon Hauke, pułkownik
- Aleksander Jan Hauke, generał
- Julian Kosiński, lekarz
- Józef Hauke-Bosak. generał
- Karol Hauke-Bosak, generał
- Aleksander Hauke-Ligowski, duchowny katolicki

Rodzina wydała jednego kawalera Orła Białego (Maurycy)  i sześciu kawalerów orderu Virtuti Militari: (Maurycy, Józef, Maurycy Napoleon, Władysław (1812-1841), Teodor Ludwik (1813-1838), Karol) oraz pięciu generałów. Z bliższych powinowatych Virtuti Militari mieli także dr. Lafontaine i gen. Hurtig.